# Aleja Rustawelego

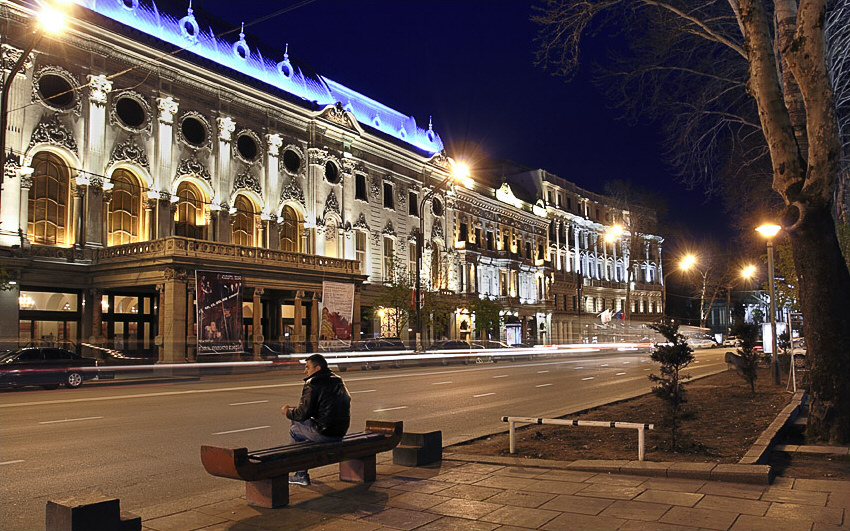
Teatr Rustawelego przy alei Rustawelego

Aleja Rustawelego (gruz. რუსთაველის გამზირი, Rustawelis gamziri) – największa ulica w Tbilisi. Rozciąga się na długości 1,5 km między placem Wolności a placem Rewolucji Róż. Nosi imię średniowiecznego gruzińskiego poety Szoty Rustawelego.
Przy alei Rustawelego znajdują się m.in.: 
- Gruzińskie Muzeum Narodowe,
- kościół Kaszweti świętego Jerzego (w której znajduje się ikonostas autorstwa polskiego malarza i architekta Henryka Hryniewskiego),
- Państwowy Teatr Akademicki im. Szoty Rustawelego (budynek, pierwotnie zajmowany przez Towarzystwo Artystyczne, zaprojektowali architekci: Polak Aleksander Szymkiewicz i Rosjanin Korneli Tatiszczew),
- Opera im. Zakarii Paliaszwilego,
- Galeria Malarstwa i Filharmonia.

W 2007 i 2011 roku na ulicy odbywały się protesty antyrządowe.